# 高崎弓彦

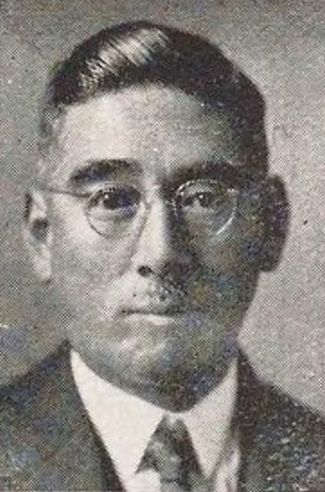
高崎 弓彦

高崎 弓彦（たかさき ゆみひこ、1880年（明治13年）8月11日 - 1958年（昭和33年）4月9日）は、大正から昭和期の政治家、華族。貴族院男爵議員。

## 経歴
岡山県令・高崎五六の三男として生まれる。兄高崎安彦の死去に伴い、1911年（明治44年）1月31日、男爵を襲爵した。
学習院を経て、東京帝国大学法科大学法律学科（独法）を修了した。1906年、三井物産に入社し米国ニューヨーク支店勤務となる。その後、日本製鋼所社員に転じた。
1918年（大正7年）7月10日、貴族院男爵議員に選出され、公正会に所属して活動し1947年（昭和22年）5月2日の貴族院廃止まで4期在任した。その他、政府貸付金処理委員会委員、財政収支調整調査会委員を務めた。

## 親族
- 妻：満（みつ、矢野二郎長女）[1]
- 長女：米子（木畑辰夫夫人）[1]
- 長男：秀博[1]
- 三女：千代子（大築志夫夫人）[1]